# Хедаят Амин Арсала
Хедаят Амин Арсала (пушту هدایت امین ارسلا) — афганский политический деятель. Занимал должность вице-президента с 2001 по 2004 год. Также был министром финансов, министром торговли и старшим министром при Хамиде Карзае до октября 2013 года.

## Биография
Арсала родился в 1942 году. Получил образование в США в университете южного Иллиноиса. В 1969 году устроился работать во Всемирный банк, и проработал там 18 лет. В 1987 году он покинул Всемирный банк и присоединился к афганским моджахедам, к организации Национальный исламский фронт Афганистана, которую возглавлял Ахмед Гейлани. С 1989 по 1992 годы занимал должность министра финансов в правительстве моджахедов в изгнании. 17 июня 1993 году Арсалу на пост министра иностранных дел, однако из-за противоречий с другими членами правительства, решил уйти в отставку в ноябре 1994 года.
В 1998 году он был членом Исполнительного совета Лойя джирги, представляющей бывшего короля Афганистана Мухаммеда Захир-шаха. Был также членом Римской группы.
22 декабря 2001 года был назначен временным вице-президентом Временной, а позже Переходной Администрации Афганистана. Во время Временной администрации также министром финансов.
В 2004—2006 годы был министром торговли Афганистана.
Он представлял Афганистан во многих официальных поездках за пределы страны.